# Dagmara Kacperowska
Dagmara Kacperowska (ur. 1975) – polska poetka i dramaturżka, muzealniczka i kustosz w Muzeum Papiernictwa w Dusznikach-Zdroju, kierowniczka biblioteki muzealnej oraz redaktorka „Rocznika Muzeum Papiernictwa”. W latach 2023–2025 członkini Zarządu Stowarzyszenia Pisarzy Polskich w Poznaniu, związana ze środowiskiem literackim Rozbrat.

## Życiorys
Z wykształcenia pedagog. Od początku kariery zawodowej związana z Muzeum Papiernictwa w Dusznikach-Zdroju, gdzie jako kustosz zajmuje się organizacją wystaw, konserwacją zbiorów i popularyzacją tradycji papierniczych. Prowadzi bibliotekę muzealną oraz pełni funkcję redaktorki „Rocznika Muzeum Papiernictwa”. Zaangażowana w pracę z dziećmi i młodzieżą, była m.in. jurorką konkursów, których gala finałowa odbywa się w 
Teatrze Zdrojowym im. Fryderyka Chopina w Dusznikach-Zdroju. Jako pisarka uczestniczyła w licznych festiwalach i przeglądach literackich, m.in. Port Poetycki, Labirynt Festiwal Nowej Sztuki Słubice/Frankfurt n. O. oraz Międzynarodowy Festiwal LITERATURA DO POZNANIA. Podpisała również list otwarty w obronie dwumiesięcznika „Topos”. W 2018 otrzymała Odznakę Honorową Zasłużony dla Województwa Dolnośląskiego, którą w imieniu samorządu wręczył Julian Golak. Stała współpracowniczka Kuźni Literackiej.

## Twórczość

### Poezja
- Martwy sezon (Poznań 2018)[15]
- Blizny (Poznań 2023)[16]

### Dramat
- Lockator (Zeszyty Poetyckie 2025; seria „Biblioteka Współczesnego Dramatu”, red. Dawid Jung i Igor Frender)[17]

Publikowała w czasopismach: „eleWator”, „Odra”, „Gazecie Kulturalnej”, „Szuflada”, „Wytrych”, „Helikopter”, „Migotania”, „PKPzin”, „Obszarach Przepisanych”, „Nowy BregArt”, „Akant” oraz w wydawnictwach Fundacji im. T. Karpowicza.
W muzeum przygotowała wystawy czasowe, m.in. „W klimatach Schulza. Obrazy i słowa” oraz „Papierowa wiklina”.

## Nagrody i wyróżnienia
- Nagroda im. Zygmunta Krukowskiego (IV edycja - wyróżnienie[21], VI edycja - III miejsce)[22] w jury m.in.: prof. Karol Maliszewski, Tomasz Leśniowski, Antoni Matuszkiewicz, Bogusław Michnik, 2020[23]
- Odznaka Honorowa Zasłużony dla Województwa Dolnośląskiego (2018)
- Nagroda im. Pawła Brylińskiego (V edycja, wyróżnienie, w jury m.in.: Aleksandra Kiełb-Szawuła, 2016)[24]